# 原人歌
《原人歌》（Purusha Sukta），在《梨俱吠陀》10.90的一首聖詩，獻給原人（Purusha），宇宙的開端。
原人歌有不同的版本流傳，其中之一，有16首詩，另一個版本有24首詩。學者認為，原人歌的內容是由歷代增補而成，非同一時間的作品，編成時代晚於《梨俱吠陀》
。